# 纳米网络
纳米网络是由一组几百纳米至几微米级的纳米机器连接而成的网络。它们能够执行如计算、数据储存、检测以及驱动等非常简单的任务。主要应用在生物医学、环境研究、军事技术等领域。纳米网络的通信协议是在IEEE P1906.1中定义的。

## 通信方法

### 电磁
新型纳米材料可以传输和接收电磁辐射。新一代纳米电子组件有纳米电池、纳米能量收集系统 、纳米存储器、纳米逻辑电路、纳米天线等。

### 分子
借助分子也可以实现信息的传输和接收，有行径、流动和扩散等三种方式。
- 基于行径的通信方式如分子马达[9]，可以通过大肠杆菌的趋化性来实现[10]。

- 基于流动的通信方式如荷尔蒙通过血液实现在人体内的传播、费洛蒙长程分子通信等。[11]

- 基于扩散的通信方式如输送钙信号的细胞 [12]，以及群体感应中的细菌等。[13]